# Virus del mosaico del lirio
El virus del mosaico del lirio (en inglés: Lily-Mottle-Virus, LMoV o LiMV) es un virus de vegetales de la familia Potyviridae que causa enfermedades de asintomáticas a leves en plantas liliáceas (Liliaceae). Sin embargo, una infección simultánea con otros virus de plantas que por sí solos sólo causan enfermedades leves o ninguna, puede causar frecuentemente la muerte de toda la planta. Esta coinfección provoca daños considerables en los cultivos de lirios y, por tanto, tiene una gran importancia económica. El virus del mosaico del lirio se propaga a través de pulgones y durante la propagación vegetativa al dividir el bulbo del lirio en la horticultura. El LMoV se consideraba un nombre sinónimo de un subtipo del virus de la rotura del tulipán (TBV) que aparece en los lirios, pero desde 2005 se ha clasificado como una especie de virus estrechamente relacionada pero distinta del género Potyvirus.

## Descubrimiento
Los síntomas de la enfermedad vegetal causada por el LMoV ya se conocían en el siglo XIX. No fue hasta 1944 cuando P. Brierley y F. F. Smith consiguieron demostrar que la causa era la coinfección con dos virus mediante experimentos de infección en varias especies de tulipanes y lirios. En varias especies de lirio cultivadas en Estados Unidos (Lilium auratum, Lilium speciosum, Lilium longiflorum) que presentaban un aclaramiento rayado (clorosis) o manchas necróticas individuales en las hojas, pudieron detectar el virus del lirio asintomático (LSV, orden Tymovirales: Betaflexiviridae: Carlavirus) que siempre estaba presente al mismo tiempo que el virus del mosaico del pepino o el virus asintomático del lirio. También pudieron demostrar que los tres virus son transmitidos por pulgones de la especie Aphis gossypii.

## Estructura

### Morfología

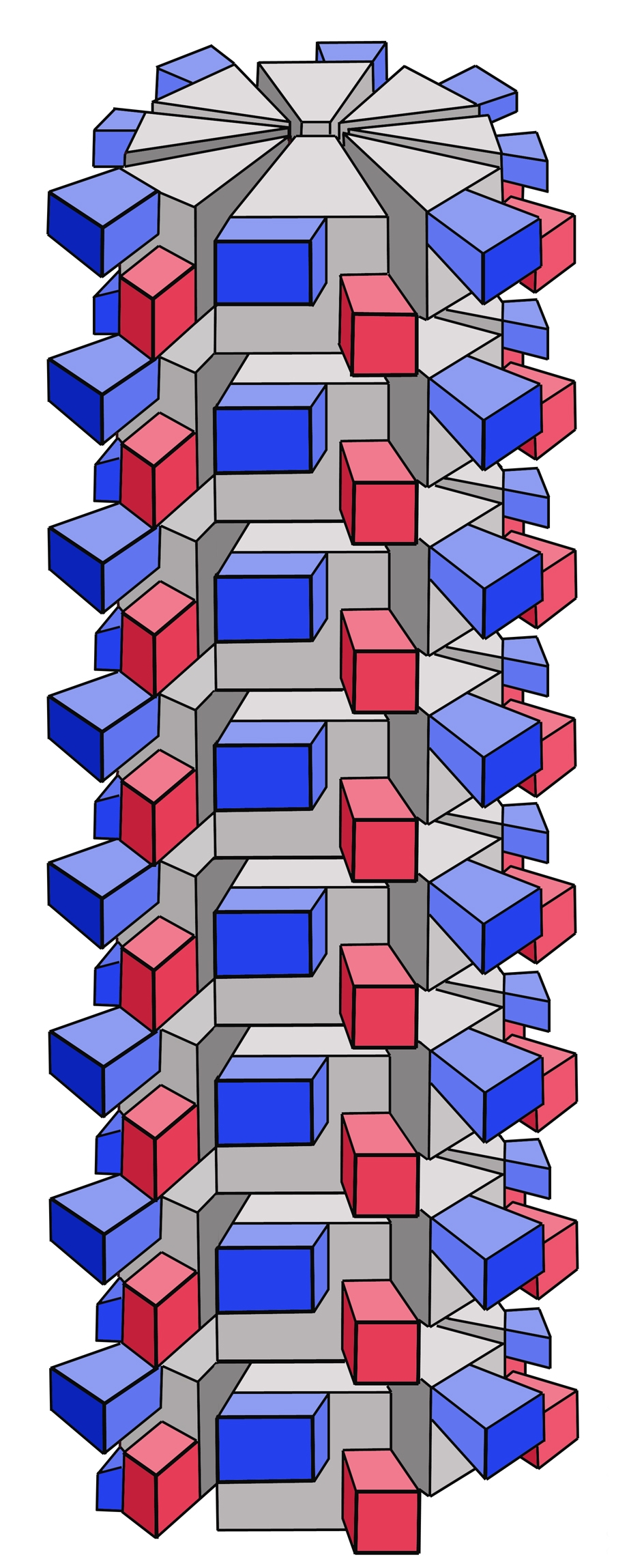
Estructura esquemática de lascápsides del LMoV (recorte con ocho vueltas de hélice). Áreas conservadas de la proteína de la cápside (gris), Terminal N (azul) y Terminal C (rojo)

Las partículas virales (viriones) del virus del mosaico del lirio están formadas por una cápside filamentosa con simetría helicoidal en la que se empaqueta un ARN monocatenario como genoma. No hay una envoltura viral. La cápside tiene 13 nm de grosor y unos 740 nm de longitud. La longitud de la cápside aumenta en presencia de cationes divalentes (especialmente de calcio) en la preparación y disminuye tras su unión por adición de EDTA. Los capsómeros individuales que componen la cápside requieren un paso de 3,4 nm para una vuelta helicoidal. Este paso es relativamente grande en comparación con los virus con varillas rígidas y una estructura comparable (por ejemplo, el virus del mosaico del tabaco) y permite que la cápside del LMoV sea flexible y plegable. Para una vuelta se necesitan 7,7 capsómeros, por lo que toda la cápside está compuesta por unos 1.700 de los mismos. Los capsómeros individuales consisten en una sola molécula de la proteína de la cápside del LMoV (CP, proteína de la capa/cápside) con una longitud de 274 aminoácidos (33 kDa). La CP se pliega varias veces para que los extremos N y C apunten hacia fuera. Estos extremos exteriores de la proteína de la cápside son muy variables. El N-terminal que sobresale determina predominantemente la fijación específica a la célula huésped y permite la diferenciación serológica de diferentes aislados del virus. Las secciones en el centro de la CP (216 aminoácidos), que están muy conservadas entre los diferentes miembros del Potyviridae, apuntan hacia el interior de la cápside e interactúan con el ARN viral.
Los viriones son estables al etanol y pierden su infectividad en la savia de la planta sólo después de 10 minutos a 65-70 °C. El LMoV tiene una densidad de 1,31 g/ml en centrifugación de gradiente de densidad (cloruro de cesio) y una velocidad de sedimentación de 137 a 160 S.

### Genoma
El genoma del LMoV es un ARN lineal monocatenario de polaridad positiva o sentido [(+)ssRNA] con una longitud de 9644 nucleótidos. Una proteína viral (VPg) se une covalentemente al extremo 5' del ARN. Al igual que en los ARN mensajeros celulares, en el extremo 3' del genoma viral se encuentra una cola de poli(A) de 20 a 160 adenosinas. Entre los dos extremos no (NCR: región no codificante) hay un marco abierto de lectura que codifica una poliproteína de 3.095 aminoácidos. Esta poliproteína es ya escindida durante la traducción en las proteínas virales individuales por las proteasas.

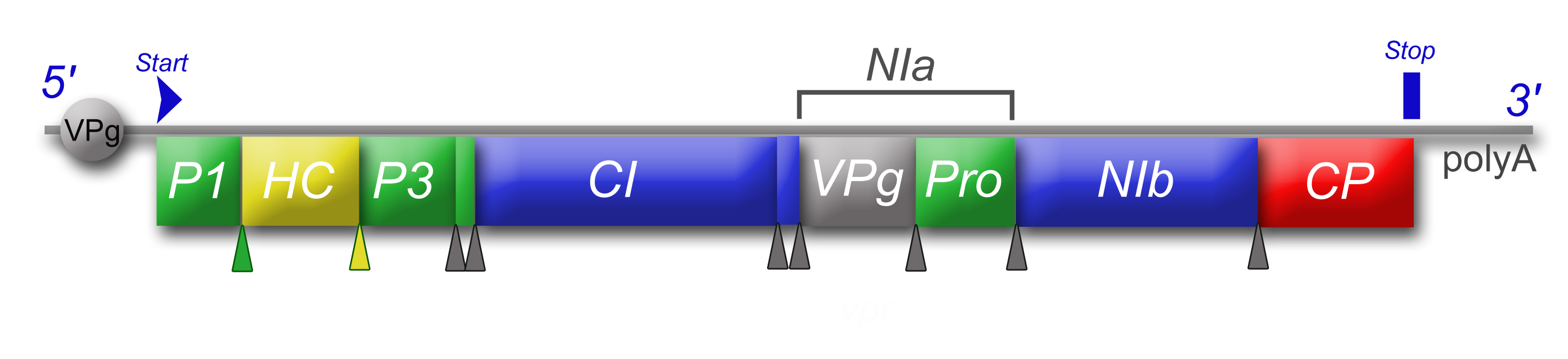
Organización del genoma del LMoV: P1 (proteasa 1), HC (componente auxiliar), P3 (proteasa 3), CI (proteína de inclusiones cilíndricas), VPg (proteína de virus genómico), Pro (proteasa), NI (proteína de inclusiones nucleares), CP (proteína de la cápside/cubierta). Las intersecciones de las proteasas se dibujan como cuñas.

Se sospecha que existe una estructura IRES en el 5'-NCR de los potyvirus, ya que la traducción se inicia sin una estructura caperuza 5'. El LMoV ni tiene una estructura de caperuza ni se ha podido confirmar la existencia de un IRES a partir de los datos de la secuencia. La proteína VPg unida al 5'-NCR posiblemente sirva de cebador o primer para que la ARN polimerasa amplifique el ARN. Sin embargo, la VPg de otros potyvirus interactúa además directamente con los factores de iniciación de la traducción eIF4E y eIFiso4E. Esto podría representar una vía de traducción independiente de cap y de IRES no caracterizada hasta ahora.

### Proteínas virales y replicación
Tras la infección, el virus entra en la planta a través de los haces vasculares y es captado por las células a través de vesículas de membrana (endocitosis). En el citoplasma, la cápside se desintegra y el ARN se libera. Además, el ARN vírico puede entrar de forma muy eficaz en las células vecinas a las infectadas a través de los lugares de contacto celular (plasmodesmos). Este transporte directo del ARN infeccioso desnudo está controlado por varias proteínas víricas, entre las que se encuentra la llamada HC (helper component), que forman el llamado complejo de movimiento (movement complex). Como ocurre con todos los virus de (+)ssRNA, el ARN ingresado se traduce primero a proteínas en los ribosomas, ya que se requiere al menos una copia de la ARN polimerasa viral dependiente del ARN para la propagación del ARN. Después de varias copias del ARN viral, las proteínas del LMoV se producen en grandes cantidades. Estas se agrupan en los lugares de síntesis del viroplasma para formar cuerpos de inclusión (inclusion bodies) morfológicamente visibles. En la infección por el LMoV, estos cuerpos de inclusión tienen una forma característica entre cilíndrica y espiral en el citoplasma; por ello, la proteína viral que forma predominantemente estos cilindros también se denomina CI (inclusión cilíndrica). En el núcleo de la célula se forman cuerpos de inclusión amorfos, que consisten en dos proteínas virales NIa y NIb (inclusiones nucleares). Dado que las proteínas virales se forman siempre en la misma proporción durante la traducción del ARN y se necesitan mayores cantidades de la proteína de la cápside en comparación con otras proteínas, las numerosas copias de proteínas que no se necesitan forman cuerpos de inclusión, se degradan o se excretan de la célula. 

La poliproteína del LMoV es escindida en ocho proteínas individuales por las proteasas virales. En el extremo N, la proteasa viral 1 (P1) se autoescinde de la poliproteína. A continuación sigue la proteína HC, que es importante para la transmisión por parte de los áfidos; sin embargo, el mecanismo no está claro. La HC tiene un dominio proteico similar a la papaína en el extremo C, con el que la HC también se autoescinde de la poliproteína. Todas las demás proteínas son escindidas por la proteasa NIa. A esto le sigue otra proteasa (P3) con una función aún no aclarada y la IC, de la que se escinde un pequeño péptido 6K1 (posiblemente para su activación). La IC es activa como una helicasa durante la replicación del ARN. La VPg, junto con un componente de la proteasa, forma la NIa. La NIb es la ARN polimerasa viral a partir de la cual se escinde la proteína de la cápside viral CP. Una vez que se han formado suficientes ARNs (+) virales y CP, puede producirse el empaquetamiento en la cápside y los virus maduros pueden ser liberados en la savia de la planta por exocitosis. La infección de célula a célula, mucho más eficaz, del ARN desnudo explica la aparición de lesiones dispersas en las hojas.

## Taxonomía
Con 168 especies de virus en la actualidad, el género Potyvirus es el grupo más numeroso de todos los virus vegetales. Este gran número de potyvirus hace que sea difícil distinguir y delimitar las especies individuales o los subtipos, especialmente en el caso del virus del mosaico del lirio y del virus de la rotura del tulipán (Tulip-breaking-Virus TBV), que durante mucho tiempo se consideraron sinónimos de una sola especie. Se consideró que el LMoV era el subtipo de TBV que prevalecía en los lirios (TBV subtipo Lily). Esta distinción se complicó aún más por el hecho de que la especie verdadera también puede causar la enfermedad en los lirios. Con más y más secuencias comparativas del genoma de diferentes aislados del virus se han podido demostrar asignaciones incorrectas.
En un estudio de 187 secuencias completas del genoma y 1.220 secuencias parciales de la proteína de la cápside de los potyvirus, se identificaron varios subgrupos dentro del género y también se redefinieron los criterios de los límites de las especies para el LMoV y el TBV. Según esto, una coincidencia en la secuencia de nucleótidos entre dos genomas completos de más del 76 % se considera como límite de especie (corresponde a una coincidencia del 82 % en la secuencia de aminoácidos). La parte de la secuencia de nucleótidos que codifica la proteína de la cápside CP mostró un límite de especie al 76-77 %. La secuencia de la proteína CI parecía ser la más adecuada para la diferenciación. En consecuencia, varias secuencias de potyvirus (incluidos el TBV y el LMoV) publicadas en el banco genético internacional GenBank tuvieron que asignarse a otras especies. 
La taxonomía definida por el Comité Internacional de Taxonomía de Virus y válida desde 2005 para los subtipos de LMoV incluye subtipos previamente clasificados como TBV:
- Familia Potyviridae

- Género Potyvirus

- Especie virus del mosaico del lirio (en inglés: Lily mottle virus, LMoV)

- Subtipo virus del mosaico leve de Lily
- Subtipo virus del mosaico de los lirios
- Subtipo virus de bandas de la rotura de tulipanes

- Especies del virus de la rotura de tulipanes (en inglés: tulip breaking poyvirus, oficialmente Tulip breaking virus, TBV)

- Subtipo virus leve de la rotura de tulipanes (MTBV)
- Subtipo virus severo de rotura de tulipanes (STBV)

## Infección y enfermedad causadas por el LMoV
Aproximadamente dos semanas después de la infección con LMoV, aparece un mosaico (en inglés: mottle) verde claro en las hojas jóvenes. El aclaramiento también puede producirse en franjas a lo largo de las venas de las hojas. En el transcurso de unos días, la hoja se vuelve más delgada en los puntos claros y las células de la planta pueden morir en estas zonas si hay una forma de progresión severa; las manchas con bordes irregulares aparecen ahora de color marrón oscuro y secas. Todos los nuevos brotes y flores que brotan después de la infección tienen un tamaño reducido y a menudo están deformados. Sin embargo, la manifestación de los síntomas varía mucho entre las diferentes especies de lirios e híbridos. Incluso la enfermedad de especies idénticas en una misma zona de cultivo varía en cuanto a su gravedad. Este fenómeno puede explicarse por la influencia de la fase de crecimiento en el momento de la infección, el punto de entrada y la dosis infecciosa del virus.
En el lirio de Pascua (L. longiflorum), no se desarrolla regularmente la enfermedad, aunque el virus se multiplica en la planta. En el lirio del lazo atigrado (L. lancifolium), sólo se produce una ligera mancha verde. Además, en algunas infecciones por LMoV, sólo se observa una reducción del crecimiento longitudinal y de las flores y los bulbos.
La especie de importancia económica L. formosanum siempre enferma tras una infección de LMoV, esto es también válido para las variedades silvestres que se encuentran en Taiwán. Sólo la variedad especialmente seleccionada Lilium formosanum 'Little Snow White' tiene una mayor resistencia al virus. El híbrido "Enchantment", obtenido por Jan de Graaff en 1941, y todos las variedades derivadas de él, como el Lilium Asia que está muy extendido en Asia, son muy susceptibles al LMoV y a otros virus de las plantas que aparecen en los lirios. Híbrido cultivar Enchantment.
La infección con LMoV por sí sola nunca provoca la muerte de toda la planta, sino que se limita localmente a algunas partes de la planta. Sin embargo, es especialmente frecuente la coinfección del LMoV con el virus asintomático Lily, que por sí solo no causa síntomas de la enfermedad, sino sólo una reducción del crecimiento de la planta. Si una planta está infectada por ambos virus, la enfermedad progresa mucho más grave y rápidamente. Tras los síntomas iniciales típicos de una infección pronunciada por el LMoV, se infectan los haces vasculares más grandes, como todo el floema, lo que acaba provocando la muerte de toda la planta. Un bulbo de lirio doblemente infectado puede estar ya muy dañado en el almacenamiento, perder su capacidad de brotar y morir.

## Transmisión y difusión

### Transmisión

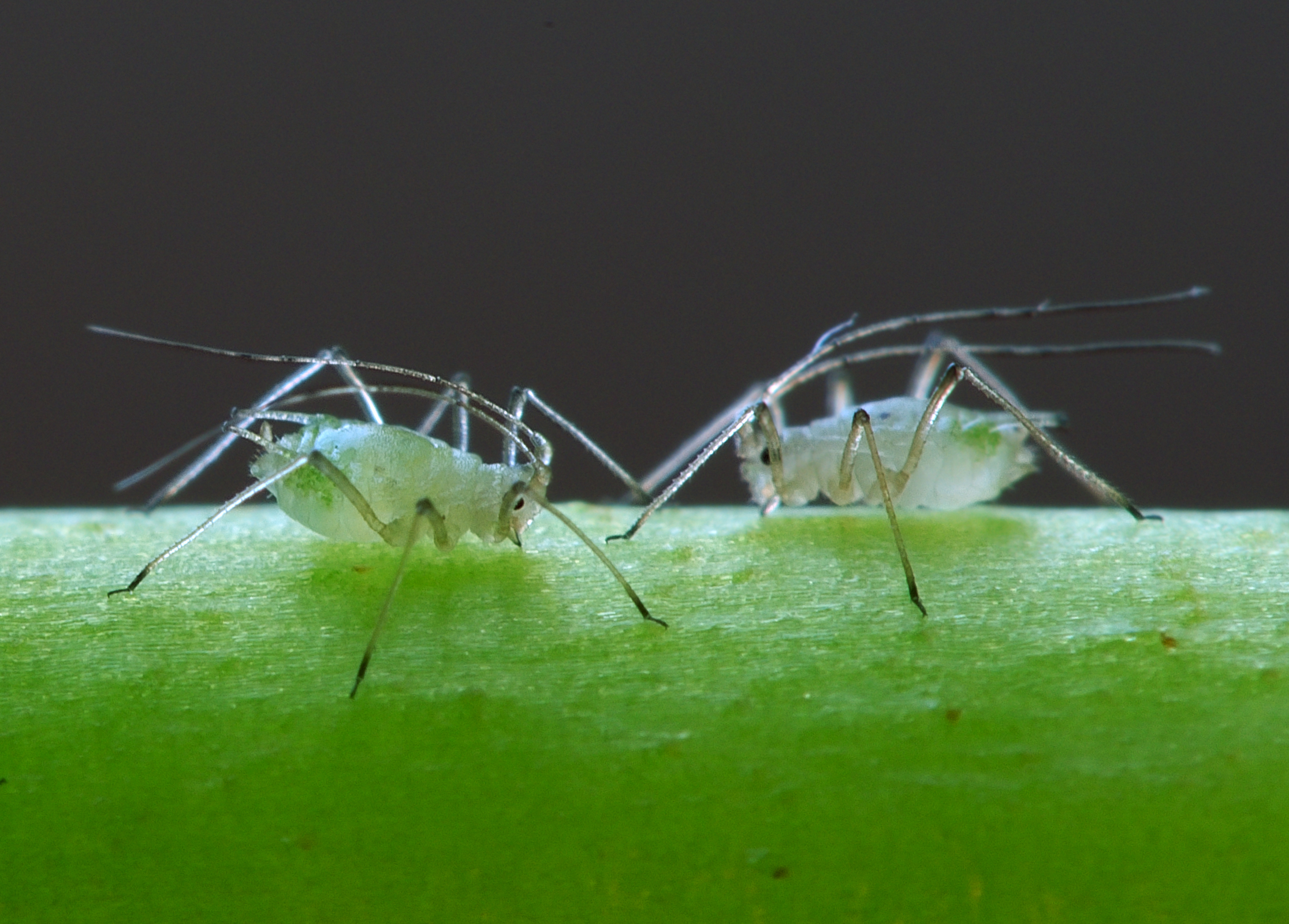
Pulgones absorbiendo savia de las plantas

El virus del mosaico del lirio se transmite durante el acto de succión de los pulgones tubulares (Aphididae). Los pulgones absorben el virus, que se encuentra en alta concentración en la savia de la planta, durante el acto de chupar y pueden infectar otras plantas con un retraso de unas horas. El virus no puede reproducirse en el propio pulgón. Tras la absorción de la savia de la planta en el intestino medio del pulgón, el virus se distribuye en el torrente sanguíneo y entra en la saliva del aparato chupador; ahora se puede infectar una nueva planta durante el siguiente acto de succión. Las especies de áfidos que transmiten predominantemente el LMoV son Aphis gossypii, Myzus persicae, Macrosiphum euphorbiae y Doralis fabae. Las cebollas almacenadas también se pueden infectar con el virus por Anuraphis (Yezabura) tulipae. Los ejemplares alados de la población de pulgones permiten la transmisión a largas distancias.
Durante el cultivo de las plantas, el virus se transmite al cortarlas y herirlas con cuchillos y tijeras contaminados. Experimentalmente, esta vía de infección se utiliza rayando deliberadamente las plantas. La división de los bulbos de lirio en una propagación vegetativa propaga el virus a todas las plantas hijas. Lo mismo ocurre con la propagación vegetativa por esquejes en el cultivo de tejidos, muy habitual en la horticultura industrial. El virus no se propaga por las semillas; si una nueva planta germina a partir de la semilla de una planta infectada por el LMoV, no está infectada.

### Difusión

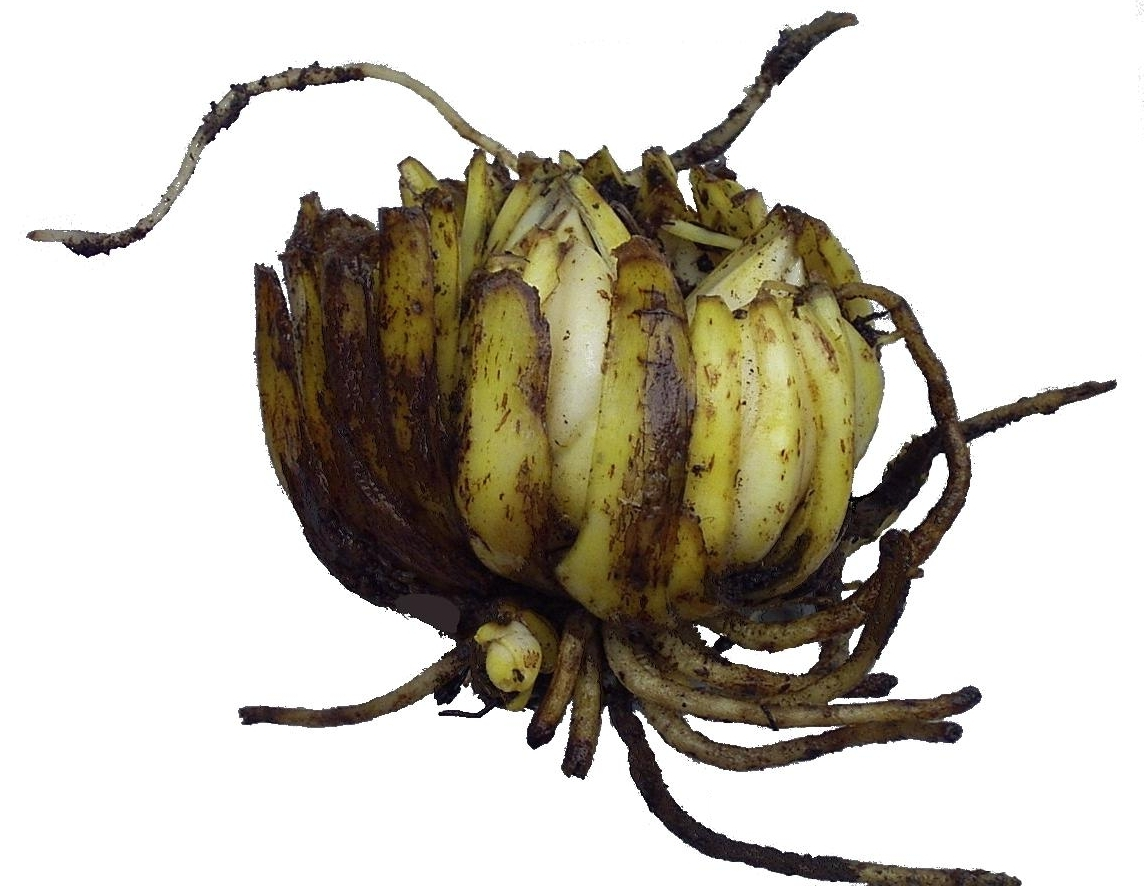
Cebolla Lilium sp.

Se desconoce la distribución geográfica natural del virus, ya que en el momento de su descubrimiento en Estados Unidos, en 1944, ya existía una propagación antropogénica a través del comercio mundial de flores y bulbos. El cultivo de lirios en grandes invernaderos y campos como monocultivo hace que la transmisión sea especialmente favorable en comparación con la aparición natural de plantas silvestres. El virus está por todo el mundo y es endémico en los países con un importante cultivo de lirios. Afecta a los Estados Unidos, Países Bajos, Polonia, Corea del Norte y del Sur, Japón, Taiwán, China e Israel. El virus del mosaico suave del lirio, como subtipo del LMoV, se detectó en el 26,3 % de todas las plantas en una investigación de 185 muestras de lirio procedentes de cultivos de Corea del Sur; en otro 23,2 % se observó la coinfección del LMoV y del virus de las manchas anulares del tomate (en inglés: Tomato-Ringspot-Virus).
En los Países Bajos, el LMoV se detectó repetidamente en todas las plantas de los campos de lirios individuales del cultivar "Enchantment". A menudo también había una infección con el virus asintomático Lily. En los cultivos afectados de este modo, se observa un aumento de la necrosis del tallo y de las hojas, que suele ir seguido de la muerte de la planta. Si todos los lirios de un cultivo sólo están infectados por el LMoV, no suele suponer una pérdida de toda la cosecha de flores: las flores o las plantas con un crecimiento reducido se ofrecen entonces a precios más bajos.
El LMoV se ha podido detectar en todos los aproximadamente 340 cultivares de lirio cultivados a gran escala. La propagación no detectada a través del transporte mundial se da especialmente en aquellas especies de lirios que no muestran síntomas de infección o que lo hacen en menor medida, pero que pueden propagar el virus, como el lirio de Pascua y el lirio del lazo atigrado. El virus tiene un espectro de huéspedes más amplio de lo que se suponía en estudios anteriores. Por ejemplo, el LMoV también se detectó en la escarola de invierno (C. endivia L. var. latifolium Lam.).

## Profilaxis
La propagación del LMoV se evita en la producción industrial principalmente mediante el control de los áfidos como vectores. Predominantemente en junio y julio, menos en mayo y agosto, el virus es transmitido por las poblaciones de pulgones que se propagan. A nivel industrial se realiza un control semanal de los insectos a partir de mayo y quincenal en agosto y septiembre. Los lirios suelen tratarse con aceite de parafina o piretroides en forma de aerosol. Para prevenir la infección, es importante evitar la propagación a través de los bulbos y el comercio mundial de plantas. Aquellas especies de lirios que no presentan síntomas o que sólo los presentan de forma leve son una fuente particular de brotes de infección, ya que ésta no se detecta. Por este motivo, se suele evitar el cultivo simultáneo de variedades de lirio resistentes y susceptibles, ya que el virus puede propagarse de forma inadvertida en las variedades resistentes sin desarrollar síntomas de la enfermedad.
Estos suponen un reservorio permanente para la infección de las variedades susceptibles. En un monocultivo de variedades susceptibles, las plantas infectadas se pueden eliminar y, por tanto, la propagación del virus se puede controlar hasta cierto punto. Dado que el virus no se transmite por semillas, como otros miembros del género Potyvirus, un cultivo puede liberarse de la infección por LMoV mediante una repoblación más laboriosa a partir de semillas. 
El transporte y el comercio de partes de plantas como flores, esquejes o bulbos procedentes de zonas de cultivo en las que se ha detectado el LMoV están sujetos a una restricción legal o a la prohibición de importación en muchos países. En particular, las partes de las plantas comercializadas para la propagación y la cría han tenido que ser analizadas para el LMoV en Alemania desde 1998, de acuerdo con la aplicación de varias directivas de la UE.
Para detectar el LMoV se utilizan pruebas inmunológicas para detectar las proteínas del virus (ELISA) y, en raras ocasiones, la detección del genoma del virus por PCR. Tanto las hojas ("prueba de la hoja") como los bulbos cosechados ("prueba del bulbo") se utilizan como muestras de prueba para el diagnóstico. Actualmente se están probando nuevos métodos para la detección simultánea de varios virus vegetales a partir de una muestra mediante hibridación de ADN (microarray).